# فرنسيسكو سيلفا
فرنسيسكو سيلفا (بالإسبانية: Francisco Silva)‏ هو لاعب كرة قدم مكسيكي، ولد في 16 مارس 1983 في سيلايا في المكسيك. لعب مع نادي سيلايا.

## وصلات خارجية
- فرنسيسكو سيلفا على موقع قاعدة بيانات كرة القدم.إي يو (الإنجليزية)